# 구데르메스키군

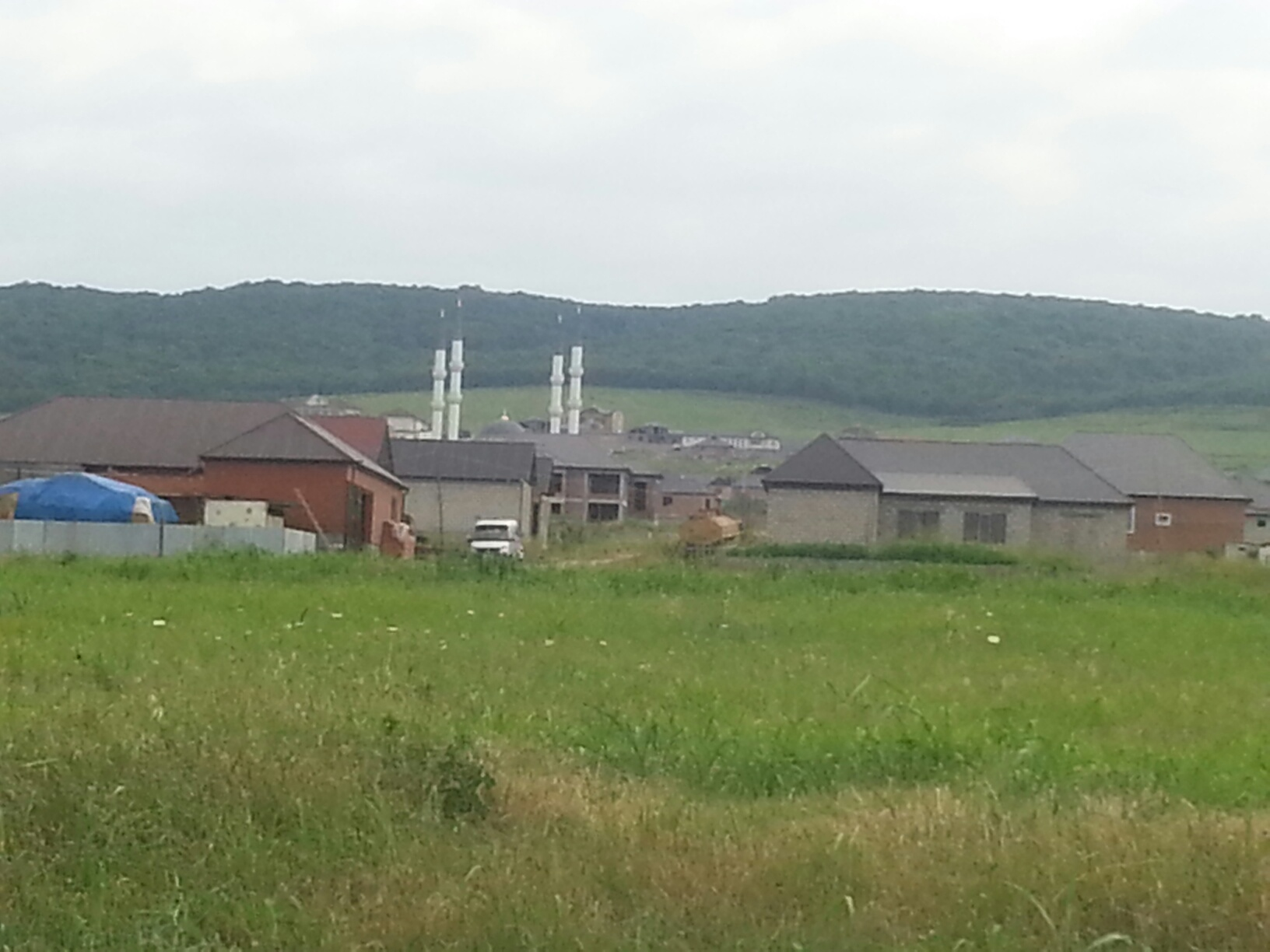

구데르메스키 군의 위치

구데르메스키군(러시아어: Гудерме́сский райо́н)는 체첸 공화국에 위치한 군이고 중심지는 구데르메스이다. 2002년의 조사에 따르면 이 군의 인구는 7만1,082명이다.
구데르메스에 1개의 중앙군 병원과 오이스하라, 옌겔유르트, 게르젤아울, 코시켈디에 4개의 병원이 있다.